# Каширское сельское поселение
Каширское сельское поселение — муниципальное образование в Каширском районе Воронежской области.
Административный центр — село Каширское.

## Административное деление
- село Каширское,
- село Бирюченское,
- поселок Красные Солонцы,
- хутор Ламакин.